# Rhea Lüst
Rhea Lüst (* 6. April 1921 in Hannover; † 12. November 1993 in München) war eine deutsche Astrophysikerin. Sie forschte insbesondere auf dem Gebiet der Physik der Kometen und war darüber hinaus als Wissenschaftskommunikatorin im Bereich Astronomie aktiv.

## Biographie
Lüst wurde 1921 als Rhea Kulka als Tochter des Bauingenieurs Hugo Kulka geboren. Sie studierte in Göttingen Mathematik, Physik und Astronomie und promovierte 1953 bei Paul ten Bruggencate über ein Thema aus dem Gebiet der Sternatmosphären. 
Lüst war mit dem Astrophysiker und Wissenschaftsmanager Reimar Lüst verheiratet. Aus der Ehe gingen die Söhne Dieter Lüst und Martin Lüst hervor.

## Forschung
Ab 1958 war Lüst wissenschaftliche Mitarbeiterin am Max-Planck-Institut für Astrophysik, wo sie sich in der Abteilung von Ludwig Biermann insbesondere mit der Physik der Kometen beschäftigte. Ihre Arbeiten führten zur allgemeinen Akzeptanz der These Biermanns, dass die Typ-I-Schweife der Kometen durch die Wechselwirkung von Ionen mit dem Sonnenwind entstehen.
Lüst war dabei an den Vorarbeiten zu Experimenten an „künstlichen Kometen“ beteiligt, bei denen mit Höhenraketen Strontium bzw. Barium in den Weltraum geschossen wurden; am Barium ließ sich dann die Ionisierung durch die Sonneneinstrahlung beobachten.

## Wissenschaftskommunikation
Lüst verfasste seit Mai 1980 regelmäßig die in der Süddeutschen Zeitung erscheinende Monatsvorschau auf den aktuellen Sternenhimmel. Von September 1980 bis September 1986 engagierte sie sich als Vorstandsmitglied der Astronomischen Gesellschaft für die astronomische Öffentlichkeitsarbeit. Sie war als Übersetzerin bzw. Beraterin bei der Übersetzung mehrerer astronomischer Sachbücher beteiligt und schrieb mit Wunderwelt der Sterne (Piper Verlag 1990) auch selbst ein astronomisches Sachbuch.

## Ehrungen
- Die Rhea-Lüst-Straße in Pasing-Obermenzing ist seit 2018 nach Lüst benannt.[3]